# Баргтегайде
Баргтегайде (нім. Bargteheide) — місто в землі Шлезвіг-Гольштейн, у Німеччині. Входить до складу району Штормарн.
Площа — 15,83 км2. Населення становить 15 984 ос. (станом на 31 грудня 2020).